# Bay Yanlış
Bay Yanlış (Sr. Errado no Brasil e O Homem Errado em Portugal) é uma telenovela turca produzida pela GOLD Film e exibida pela FOX de 26 de junho a 2 de outubro de 2020. O folhetim é escrito por Aslı Zengin e Banu Zengin e conta com a direção de Deniz Yorulmazer. A trama é protagonizada por Özge Gürel e Can Yaman.

## Sinopse
Özgür (Can Yaman) é um jovem rico que é dono de um restaurante e vive uma vida um tanto louca, já que perdeu a fé no amor e nas mulheres. Por sua vez, Ezgi (Özge Gürel) é uma bela garota romântica que, após ser traída por seu último namorado Soner (Taygun Sungar), se cansa de seus relacionamentos não irem bem. Assim, vendo que não tem sucesso em suas conquistas, ela recorre a Özgür para orientá-la e mostrar técnicas para conseguir o homem que deseja. Em troca, ela concorda em acompanhá-lo ao casamento da irmã, fingindo ser sua namorada, para ajudar Özgür a se livrar dos pedidos irritantes de sua mãe, que adoraria vê-lo casado e com filhos. Uma história de amor acabará surgindo entre eles.

## Elenco
| Ator / Atriz      | Personagem    |
| ----------------- | ------------- |
| Özge Gürel        | Ezgi İnal     |
| Can Yaman         | Özgür Atasoy  |
| Gürgen Öz         | Levent Yazman |
| Fatma Toptaş      | Cansu Akman   |
| Suat Sungur       | Ünal Yılmaz   |
| Lale Başar        | Sevim Atasoy  |
| Cemre Gümeli      | Deniz Koparan |
| Serkay Tütüncü    | Ozan Dinçer   |
| Sarp Can Köroğlu  | Serdar Öztürk |
| Taygun Sungar     | Soner Seçkin  |
| Feri Baycu Güler  | Nevin Yılmaz  |
| Ece İrtem         | Gizem Sezer   |
| Anıl Çelik        | Emre Eren     |
| Kimya Gökçe Aytaç | İrem Doğan    |

## Exibição Internacional
No Brasil, o serviço de streaming  Globoplay anunciou a compra da trama em março e em 12 de junho de 2023 a produção chegou ao seu catálogo com um capítulo liberado por dia, totalizando 43 episódios.
Em Portugal, a produção estreou no dia 14 de maio de 2024 e está sendo exibida no AXN White substituindo Pássaro Sonhador.